# 京朔高速动车组列车
京朔高速动车组列车是中国铁路运行于首都北京市和山西省朔州市之间的高速动车组列车，自2025年1月5日起开行。现每天开行4对列车，列车乘务由北京局集团北京客运段担当。列车途径北京、河北、山西一市两省。

## 历史

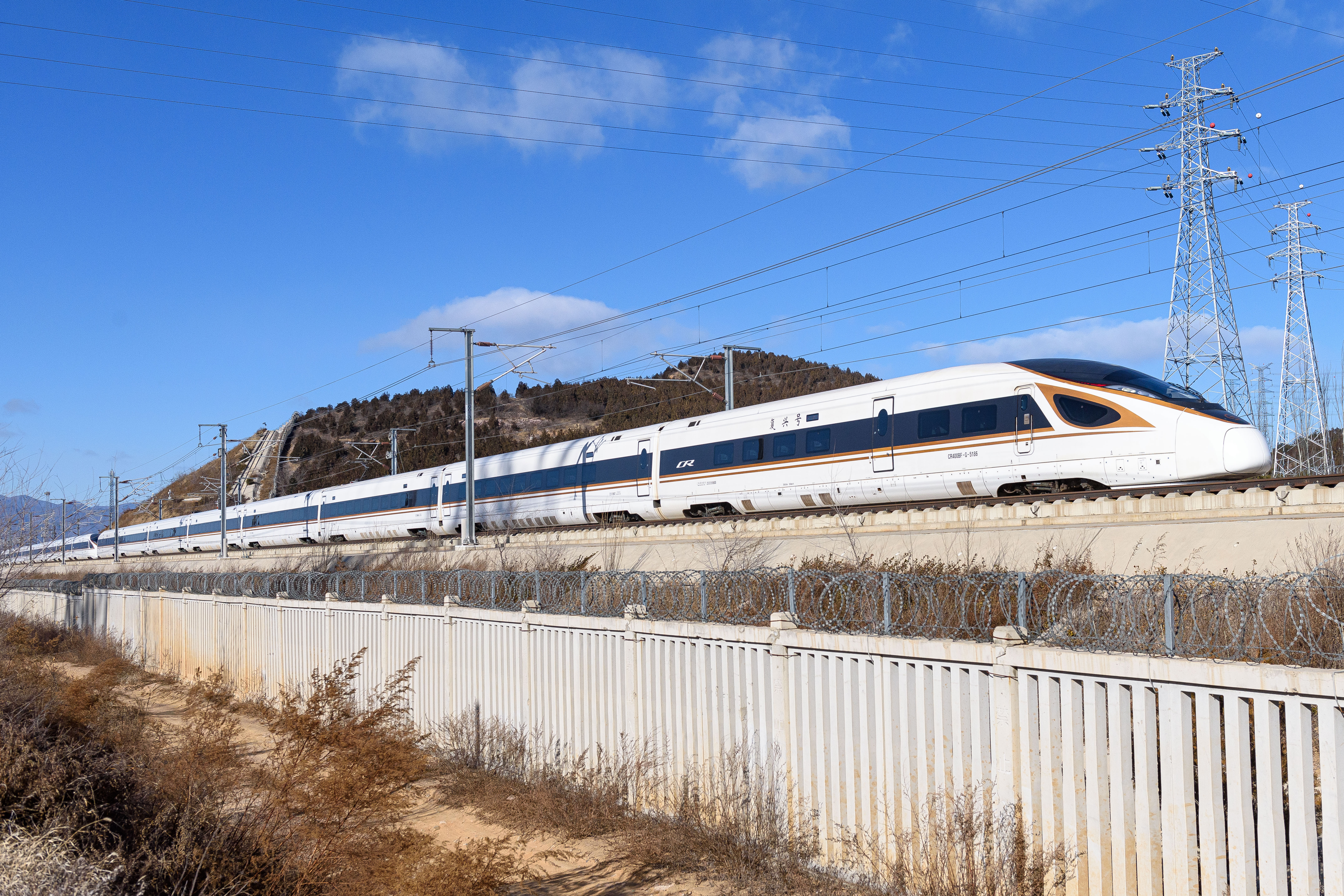
G2516次列车通过八达岭西线路所（2025年1月）

2025年1月5日，全国铁路调图，因集大原高速铁路建成通车，北京北（清河）~大同南G2527/8次、G2543/4次、G2547/8次列车延长至朔州东站始发终到。同时新增北京北~朔州东G2515/6次列车。

## 列车编组
京朔高速动车组列车由配属北京局集团北京北动车运用所的CR400BF-G动车组担当。
| 车厢编号 | 1                 | 2-3         | 4           | 5                 | 6-7         | 8                 |
| 车型     | ZYS 一等/商务座车 | ZE 二等座车 | ZE 二等座车 | ZEC 二等座车/餐车 | ZE 二等座车 | ZES 二等/商务座车 |

## 车体交路
- 以下数据截至2025年7月1日：

交路1：出库→北京北开G2515至朔州东→朔州东开G2516至北京北→北京北开G2511至太原南→太原南开G2514至北京北→ 回库
交路2：出库→北京北开G2529至大同南→大同南开G2530至北京北→北京北开G2543至朔州东→朔州东开G2544至北京北→北京北开G2545至大同南→大同南过夜→大同南开G2546至北京北→北京北开G2547至朔州东→朔州东开G2548至北京北→北京北开G2549至大同南→大同南开G2550至北京北→ 回库
交路3：出库→清河开G2519至大同南→大同南开G2520至北京北→北京北开G2521至大同南→大同南开G2524至北京北→北京北开G2523至大同南→大同南过夜→大同南开G2522至北京北→北京北开G2525至大同南→大同南开G2526至北京北→北京北开G2527至朔州东→朔州东开G2528至清河→ 回库